# マルセロ・ゴメス・ソアレス
マルセロ・ゴメス・ソアレス（Marcelo Gomes Soares、1982年3月9日 - ）は、ブラジル出身のサッカー選手。ポジションはフォワード。2009年、Jリーグ・ベガルタ仙台でプレーした。

## 経歴
2009年、Jリーグ・ベガルタ仙台に同年12月31日までの期限付き移籍で加入。登録名はマルセロ・ソアレス（一部紙では「ソアレス」と表記された）。
来日当初こそ、キャンプでは周りの選手との格の違いを見せつけ、一部の関係者からは「フッキのような選手」という高評価を得ていたが、シーズンが開幕するとなかなか得点を記録できなかった。2009年J2第10節ロアッソ熊本戦でゴールを決めると徐々に復調し、5月30日に行われたJ2第18節水戸ホーリーホック戦では2回目の1試合2得点を決めた。シーズン最後の2試合では先発出場し2得点を挙げる。特に第50節の徳島戦ではチームの4得点すべてに絡む大活躍を見せた。
先発定着こそならなかったものの、FW中島やFW平瀬の負傷の際には代わって先発。シーズンを通してコンスタントにゴールを量産。90分間あたりの平均得点は1点を超えており、終わってみればチーム得点王に輝いた。
最終的にはリーグ戦34試合に出場し16得点を挙げたが、2009年12月30日に期限付き移籍期間満了に伴う退団が発表された。

## 所属クラブ
- クルーベ・マルトロン 2002-2005
- コリチーバFC 2006
- J・マルセーリ・フチボウ 2007
- ウーブラ 2007
- AAポンチ・プレッタ 2008-2009
  -  ベガルタ仙台 2009 (期限付き移籍)
- グアラチンゲタ・フチボウ 2010
- コメルシアウFC 2011
- アナポリスFC 2011
- サンパイオ・コヘイアFC 2011
- ECノヴォ・アンブルゴ 2012
- リオ・ブランコEC 2012-2013
- キンゼ・デ・ピラシカーバ 2013
- ADサンカエターノ 2013-2014
- リオ・ブランコEC 2016
- ゴイアネシアEC 2016
- バレットスEC 2017
- フォス・ド・イグアスFC 2018

## 個人成績
| 国内大会個人成績 | 国内大会個人成績 | 国内大会個人成績 | 国内大会個人成績 | 国内大会個人成績 | 国内大会個人成績 | 国内大会個人成績 | 国内大会個人成績 | 国内大会個人成績 | 国内大会個人成績 | 国内大会個人成績 | 国内大会個人成績 |
| 年度             | クラブ           | 背番号           | リーグ           | リーグ戦         | リーグ戦         | リーグ杯         | リーグ杯         | オープン杯       | オープン杯       | 期間通算         | 期間通算         |
| 年度             | クラブ           | 背番号           | リーグ           | 出場             | 得点             | 出場             | 得点             | 出場             | 得点             | 出場             | 得点             |
| ブラジル         | ブラジル         | ブラジル         | ブラジル         | リーグ戦         | リーグ戦         | ブラジル杯       | ブラジル杯       | オープン杯       | オープン杯       | 期間通算         | 期間通算         |
| ---------------- | ---------------- | ---------------- | ---------------- | ---------------- | ---------------- | ---------------- | ---------------- | ---------------- | ---------------- | ---------------- | ---------------- |
| 2002             | マルトロン       |                  |                  |                  |                  |                  |                  |                  |                  |                  |                  |
| 2003             | マルトロン       |                  |                  |                  |                  |                  |                  |                  |                  |                  |                  |
| 2004             | マルトロン       |                  |                  |                  |                  |                  |                  |                  |                  |                  |                  |
| 2005             | マルトロン       |                  |                  |                  |                  |                  |                  |                  |                  |                  |                  |
| 2006             | コリチーバ       |                  |                  |                  |                  |                  |                  |                  |                  |                  |                  |
| 2007             | J・マルセーリ    |                  |                  |                  |                  |                  |                  |                  |                  |                  |                  |
| 2007             | ウーブラ         |                  |                  |                  |                  |                  |                  |                  |                  |                  |                  |
| 2008             | ポンチ・プレッタ |                  | セリエB          |                  | 7                |                  |                  |                  |                  |                  |                  |
| 日本             | 日本             | 日本             | 日本             | リーグ戦         | リーグ戦         | リーグ杯         | リーグ杯         | 天皇杯           | 天皇杯           | 期間通算         | 期間通算         |
| 2009             | 仙台             | 18               | J2               | 34               | 16               | -                | -                | 5                | 1                | 39               | 17               |
| 通算             | ブラジル         | ブラジル         |                  |                  |                  |                  |                  |                  |                  |                  |                  |
| 通算             | 日本             | 日本             | J2               | 34               | 16               | 0                | 0                | 5                | 1                | 39               | 17               |
| 総通算           |                  |                  |                  |                  |                  |                  |                  |                  |                  |                  |                  |

## 経歴
- Jリーグ初出場 - 2009年3月8日 J2第1節 対コンサドーレ札幌 (札幌ドーム)
- Jリーグ初得点 - 2009年4月26日 J2第10節 対ロアッソ熊本 (熊本県民総合運動公園陸上競技場)